# Número cardinal

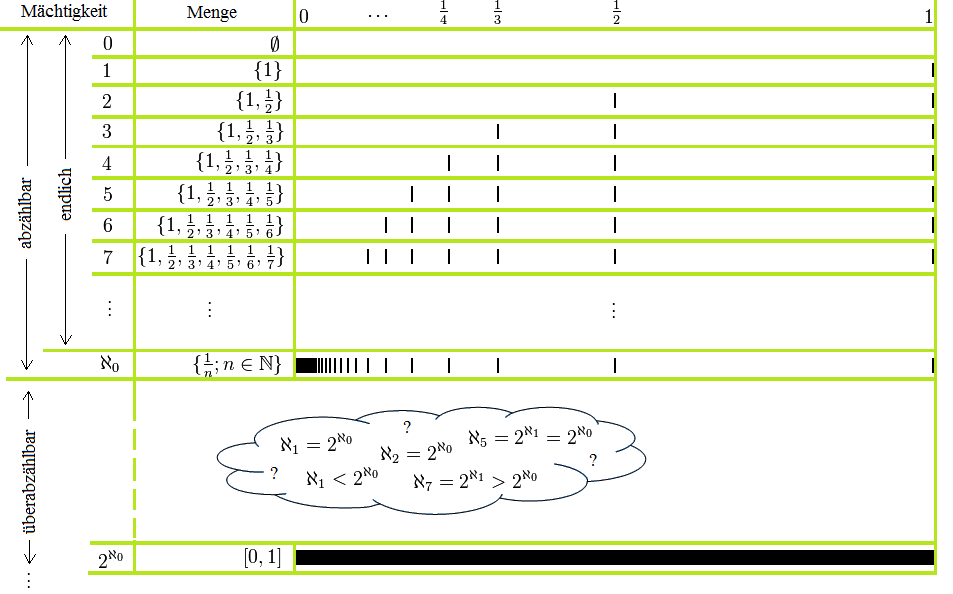
Esquema que exemplifica a hipótese do continuum, que diz a respeito da cardinalidade de conjuntos numéricos.

O cardinal indica o número ou quantidade dos elementos constituintes de um conjunto. É interessante destacar que se diferencia do ordinal, porque o ordinal introduz ordem e dá ideia de hierarquia: Primeiro, segundo, terceiro, etc. O cardinal, por sua vez, nomeia o número de elementos constituintes e esse é o nome do conjunto correspondente. Para a nomenclatura destes números ver nomes dos números.
Os numerais podem ser cardinais ou ordinais. O número cardinal é aquele que expressa uma quantidade única, enquanto o número ordinal indica a ordem ou a série em que determinado número se encontra.
Em geral, aprendemos e nos acomodamos tão facilmente a passar do ponto de vista cardinal para o ordinal que quase não distinguimos mais essa diferença. Num exemplo simples: o mês de setembro é composto de 30 dias. O número 30 indica o total, a quantidade absoluta, de dias desse mês. Trata-se, portanto, de um número cardinal.
Porém, empregamos outro ponto de vista quando dizemos "dia 30 de outubro". Nesse caso o número 30 não está sendo usado para indicar os 30 dias do mês, mas o trigésimo dia de outubro, especificando o seu lugar na ordem de sucessão dos dias desse mês, explicando uma ordem. Trata-se, então, de uma utilização ordinal.
Dado um conjunto A, o cardinal deste conjunto é simbolizado por |A|
Por exemplo: Se A tem 3 elementos o cardinal indica-se |A| = 3
Existe uma relação entre o cardinal de um conjunto e o conjunto de partes ou conjunto potência:
{\displaystyle |A|=n\Rightarrow |P(A)|=2^{n}}
Onde |P(A)| é o cardinal do conjunto de partes.
Os números cardinais de alguns conjuntos representam-se com símbolos especiais:
- O cardinal dos números reais: card({\displaystyle \mathbb {R} }) = c (contínuo)
- O cardinal dos números naturais: card({\displaystyle \mathbb {N} }) = {\displaystyle \aleph _{0}} (alef-0)

A teoria dos conjuntos define rigorosamente o que significa {\displaystyle |A|=|B|} e {\displaystyle |A|\leq |B|} e, em consequência, os demais símbolos de comparação; por exemplo:
{\displaystyle |A|>|B|\leftrightarrow (|B|\leq |A|\land \lnot (|A|=|B|))}
- {\displaystyle |A|=|B|} quando existe uma bijeção entre A e B
- {\displaystyle |A|\leq |B|} quando existe uma função injetiva de A para B

O teorema de Cantor-Bernstein-Schroeder mostra que, se {\displaystyle |A|\leq |B|} e {\displaystyle |B|\leq |A|,} então {\displaystyle |A|=|B|.}
Ao se considerar os axiomas de Zermelo-Fraenkel com o axioma da escolha, pode-se provar que, se A e B são conjuntos, então {\displaystyle |A|\leq |B|\lor |B|\leq |A|.} Junto com o teorema de Cantor-Bernstein-Schroeder,
qualquer conjunto formado por cardinais é bem ordenado, o que permite escrever qualquer cardinal infinito da forma {\displaystyle \aleph _{\alpha },} sendo {\displaystyle \alpha } um ordinal.
A hipótese do continuum diz que c (cardinal dos números reais) é igual a {\displaystyle \aleph _{1},} e sua negação diz que existe um conjunto X tal que {\displaystyle |\mathbb {N} |<|X|<|\mathbb {R} |.}

## História
A noção de cardinalidade, como é compreendida hoje em dia, foi formulada por Georg Cantor, o criador da teoria dos conjuntos, em 1874-1884. Cantor foi o primeiro a estabelecer a cardinalidade como um instrumento para comparar conjuntos finitos; por exemplo, os conjuntos {1, 2, 3} e {2, 3, 4} não são iguais, mas têm a mesma cardinalidade: três.
Cantor identificou o fato que a correspondência um-para-um é a maneira de dizer que dois conjuntos têm o mesmo tamanho, chamado "cardinalidade", no caso de conjuntos finitos. Usando esta correspondência de um-para-um, ele aplicou o conceito de conjuntos infinitos, por exemplo, o conjunto de números naturais {\displaystyle \mathbb {N} } = {0, 1, 2, 3, ...}. Ele chamou esses números cardinais de números cardinais transfinitos, e definiu que todos os conjuntos que tenham uma correspondência com {\displaystyle \mathbb {N} } são conjuntos enumeráveis (contável infinito).
Nomeando este número cardinal {\displaystyle \aleph _{0},} aleph-null, Cantor provou que qualquer subconjunto ilimitado de {\displaystyle \mathbb {N} } tem a mesma cardinalidade que {\displaystyle \mathbb {N} ,} mesmo que à primeira vista isso possa parecer funcionar, são contrários à intuição. Ele também mostrou que o conjunto de todos os pares ordenados de números naturais é enumerável (o que implica que o conjunto de todos os números racionais é enumerável), e mais tarde mostrou que o conjunto de todos os números algébricos é também enumerável. Cada número algébrico z podem ser codificados como uma sequência finita de números inteiros cujos coeficientes na equação polinomial de que é a solução, ou seja, a n-tupla ordenada {\displaystyle (a_{0},a_{1},...,a_{n}),\;a_{i}\in \mathbb {Z} ,} juntamente com um par de racionais {\displaystyle (b_{0},b_{1})} tais que z é a única raiz do polinômio com coeficientes {\displaystyle (a_{0},a_{1},...,a_{n})} que se situa no intervalo {\displaystyle (b_{0},b_{1}).}
Em seu artigo de 1874, Cantor provou que existem números cardeais de ordem superior, mostrando que o conjunto dos números reais tem cardinalidade maior que a de N. Sua apresentação original usou um argumento complexo, com [intervalos aninhados], mas em um artigo de 1891, ele provou a mesmo resultado usando um argumento engenhoso, mas simples diagonal. Este novo número cardinal, chamado a cardinalidade do contínuo, foi denominado {\displaystyle {\mathfrak {c}}} por Cantor.
Cantor também desenvolveu uma grande parte da teoria geral dos números cardinais, ele provou que há um número cardinal transfinito menor ({\displaystyle \aleph _{0},} aleph-null) e que para todo número cardinal, há um próximo cardinal maior {\displaystyle (\aleph _{1},\aleph _{2},\aleph _{3},\cdots ).}
Sua hipótese do contínuo é a proposição que {\displaystyle {\mathfrak {c}}} é a mesma que {\displaystyle \aleph _{1},} mas este foi encontrado para ser independente dos axiomas padrão da teoria dos conjuntos da matemática, ele nem pode ser provado nem refutado sob os padrões pressupostos.

## Motivação
Em utilização formal, um número cardinal é o que é normalmente referido como um número de contagem, desde que 0 esteja incluído: 0, 1, 2, .... Eles podem ser identificados como os números naturais começando com 0. Os números de contagem são exatamente o que pode ser definido formalmente como os números cardinais finitos. Cardeais infinitos ocorrem apenas em nível mais alto da matemática e lógica.
Mais formalmente, um número diferente de zero pode ser usados para duas finalidades: para descrever o tamanho de um conjunto, ou para descrever a posição de um elemento numa sequência. Para conjuntos finitos e sequencias é fácil ver que estas duas noções coincidem, para todo número que descreve uma posição em uma sequência, podemos construir um conjunto que tem exatamente o tamanho certo, por exemplo, 3 descreve a posição do 'c' na sequência <'a', 'b', 'c', 'd', ...>, e podemos construir o conjunto {a, b, c}, que tem 3 elementos . No entanto quando se tratar de conjuntos infinitos é essencial distinguir entre os dois - as duas noções são de fato diferentes para conjuntos infinitos. Considerando o aspecto que a posição leva a um número ordinal, enquanto o aspecto de tamanho é generalizado pelos números cardinais aqui descritos.
A intuição por trás da definição formal do cardinal é a construção de uma noção do tamanho relativo ou "grandeza" de um conjunto sem referência ao tipo de membros que ele tem. Para conjuntos finitos isso é fácil; uma simples conta acha o número de elementos de um conjunto. A fim de comparar os tamanhos dos conjuntos maiores, é necessário apelar para noções mais sutis.
Um conjunto A é pelo menos tão grande como, ou maior do que, ou igual a um conjunto B, se houver um mapeamento (um-para-um) injetivo a partir dos elementos de B para os elementos de A. Um mapeamento um-para-um identifica cada elemento do conjunto B com um único elemento do conjunto de A. Isto é mais facilmente compreendida por um exemplo; suponha que temos os conjuntos B = {1, 2, 3} e A = {a, b, c, d}, então usando a noção do tamanho, observa-se que não há um mapeamento:
1 → a
2 → b
3 → c
que é um-para-um, e daí conclui-se que B tem cardinalidade maior ou igual a A. Observe o elemento d não tem mapeamento para ele, mas isso é permitido à medida que requerem apenas um mapeamento um-para-um, e não necessariamente um-para-um e para o mapeamento. A vantagem deste conceito é que ele pode ser estendido para conjuntos infinitos.
Então podemos estender isso para uma relação de igualdade de estilo. Diz-se que dois conjuntos B e A tem a mesma cardinalidade se existe uma bijeção entre B e A. Pelo teorema de Schroeder-Bernstein, isto é equivalente a existência de ambos mapeamento de um-para-um de B para A e outro de A para B. Então escreve-se | B | = | A |. O número cardinal de A em si é definido como o menor ordinal a com | a | = | B |. Isso é chamado de atribuição cardinal de Von Neumann, para esta definição fazer sentido, deve-se comprovar que todo conjunto tem a mesma cardinalidade assim como o ordinal; esta afirmação é o princípio da boa ordenação. No entanto, é possível discutir a cardinalidade relativa dos conjuntos sem explicitamente atribuir nomes a objetos.
O exemplo clássico utilizado é o do paradoxo hotel infinito, também chamado Paradoxo de Hilbert do Grand Hotel. Suponha que você é um estalajadeiro em um hotel com um número infinito de quartos. O hotel está cheio, e então um novo hóspede chega. É possível hospedar o hóspede extra perguntando a quem estava no quarto 1 para ir para o quarto 2, o hóspede do quarto 2 mover-se para o quarto 3, e assim por diante, deixando o espaço 1 vago. Nós podemos escrever explicitamente um segmento deste mapeamento:
1 ↔ 2
2 ↔ 3
3 ↔ 4
...
n ↔ n+1
...
Ao considerar esses objetos grandes, podemos querer ver se a noção de ordem de contagem coincide com a do cardinal acima definido para estes conjuntos infinitos. Acontece que ele não faz; considerando o exemplo acima, podemos ver que, se algum objeto "maior que o infinito" existe, então ele deve ter a mesma cardinalidade que o conjunto infinito que começamos. É possível usar uma noção formal diferente para número, chamado ordinais, baseado nas ideias de contagem e considerando cada número, por sua vez, e descobrimos que as noções de cardinalidade e ordinalidade são divergentes, uma vez que sair dos números finitos.
Pode ser provado que a cardinalidade dos números reais é maior do que a dos números naturais que acabamos de descrever. Isto pode ser visualizado usando o argumento diagonal de Cantor; questões clássicas da cardinalidade (por exemplo, a hipótese do contínuo) estão preocupadas em descobrir se há algum cardinal entre alguns pares de outros cardeais infinitos. Em tempos mais recentes matemáticos foram descrever as propriedades de cardeais cada vez maiores.

## Definição formal
Usando-se os axiomas de Zermelo-Fraenkel com o axioma da escolha (ZFC), pode-se definir o cardinal de um conjunto {\displaystyle A^{\,}} como o menor número ordinal {\displaystyle \alpha _{\mbox{ }}} equipotente com {\displaystyle A^{\,}.} Em outras palavras, {\displaystyle \left|A^{\,}\right|} é o menor ordinal {\displaystyle \alpha ^{\,},} tal que existe {\displaystyle f^{\,}} bijetora, {\displaystyle f\!:\!\alpha \rightarrow A}
Para esta definição fazer sentido, é preciso mostrar que este ordinal existe, e que ele é único. Se o conjunto {\displaystyle A} é não vazio, então pelo Axioma da escolha pode ser bem ordenado e, portanto, equipotente a algum ordinal. Ou seja, o conjunto dos ordinais equipotentes a {\displaystyle A} é não vazio. Novamente, pelo Axioma da escolha, existe um menor ordinal equipotente a {\displaystyle A.}
Formalmente, assumindo o axioma da escolha, a cardinalidade de um conjunto {\displaystyle A} é o menor ordinal α tal que existe uma bijeção entre {\displaystyle A} e α. Esta definição é conhecida como a atribuição do cardinal de von Neumann. A mais antiga definição da cardinalidade de um conjunto {\displaystyle A} (implícito e explícito de Cantor, Frege e Principia Mathematica) é como a classe {\displaystyle [A]} de todos os conjuntos que são equinumeráveis com {\displaystyle A.} Isso não funciona em ZFC ou outros sistemas relacionados da teoria axiomática dos conjuntos, pois se {\displaystyle A} é não vazio, esta coleção é muito grande para ser um conjunto. De fato, para {\displaystyle A\not =\emptyset } há uma injeção do universo em {\displaystyle [A]} pelo mapeamento de um conjunto de m para {m} {\displaystyle A} e assim por limitação de tamanho, {\displaystyle [A]} é uma classe adequada. A definição funciona, no entanto, em teoria de tipo e em novas bases e sistemas relacionados. No entanto, se restringir desta classe para aqueles equinumeráveis com {\displaystyle A} que tenham o mínimo de classificação, então ele vai trabalhar (isto é um truque devido à Dana Scott: funciona porque a coleção de objetos com qualquer classificação dada é um conjunto).
Formalmente, a ordem entre números cardinais é definida como segue: {\displaystyle |A|\leq |B|} significa que existe uma função injetiva de {\displaystyle A} a {\displaystyle B.} O teorema de Cantor-Bernstein-Schroeder declara que se {\displaystyle |A|\leq |B|} e {\displaystyle |B|\leq |A|} então {\displaystyle |A|=|B|.} O axioma da escolha é equivalente à afirmação de que dados dois conjuntos {\displaystyle A} e {\displaystyle B,} ou {\displaystyle |A|\leq |B|} ou {\displaystyle |B|\leq |A|.} 
Um conjunto A é um infinito de Dedekind se existe um subconjunto próprio {\displaystyle B} de {\displaystyle A} com {\displaystyle |A|=|B|} e finito de Dedekind se um subconjunto não existe. Os cardinais finitos são apenas os números naturais, ou seja, um conjunto {\displaystyle A} é finito se e somente se {\displaystyle |A|=|n|=n} para algum número natural n. Qualquer outro conjunto é infinito. Assumindo o axioma da escolha, pode ser provado que as noções de Dedekind correspondem aos padrões. Ele também pode provar que o cardinal {\displaystyle \aleph _{0}} (aleph nulo ou aleph-0, onde Aleph é a primeira letra do alfabeto hebraico, representada {\displaystyle \aleph }) do conjunto dos números naturais é o menor cardinal infinito, por exemplo, qualquer conjunto infinito tem um subconjunto de cardinalidade  {\displaystyle \aleph _{0}.} O próximo cardinal maior é denotado por {\displaystyle \aleph _{1}} e assim por diante. Para cada ordinal α há um número cardinal {\displaystyle \aleph _{\alpha }} e esta lista esgota todos os infinitos números cardinais.

## Operações com cardinais

### Sucessor
Como |A| < |P(A)|, então, pela boa ordenação dos cardinais, existe um menor cardinal maior que |A|. No caso de |A| ser finito, o sucessor no contexto de cardinais é o mesmo que no contexto de ordinais, mas, para |A| infinito, isso não é verdade.
O sucessor de um cardinal α é representado por α+. No caso geral, em que α é infinito, α+ > α + 1.

### Soma
A soma |A| + |B| é definida como o cardinal da união disjunta de A e B. Uma forma de construir uma união disjunta é através do produto cartesiano com um conjunto unitário:
- {\displaystyle |A|+|B|=|A\times \{0\}\cup B\times \{1\}|}

### Produto
O produto cartesiano define o produto de cardinais:
- {\displaystyle |A|\times |B|=|A\times B|}

### Potência
A conjunto das funções de B em A, convenientemente representado por {\displaystyle A^{B},} permite definir a potência entre cardinais:
- {\displaystyle |A|^{|B|}=|A^{B}|}

Em particular, temos que
- {\displaystyle |A|^{0}=1}

porque existe uma função {\displaystyle f:\varnothing \to A,} que é a função cujo gráfico é o próprio conjunto vazio.
Note-se também que:
- {\displaystyle |P(A)|=2^{|A|}}

através da bijeção {\displaystyle f:2^{A}\to P(A),} definida por
- {\displaystyle f(g)=\{x\in A|g(x)=1\}.}

Neste contexto, {\displaystyle 2^{A}} é o conjunto das funções de domínio A e contra-domínio 2 = {0, 1}, mas a relação acima motiva a notação (indevida) de {\displaystyle 2^{A}} para o conjunto das partes.
Em contraste com as operações de soma e produto, a potência de cardinais produz números bem maiores que a potência de ordinais. Por exemplo, os ordinais {\displaystyle \omega +\omega ,} {\displaystyle \omega .\omega } são ordinais maiores que {\displaystyle \omega ,} porém sua cardinalidade é {\displaystyle \aleph _{0},} a mesma de {\displaystyle \omega .} Porém {\displaystyle 2^{\omega }} e {\displaystyle \omega ^{\omega }} são ordinais cuja cardinalidade é {\displaystyle \aleph _{0}.} [carece de fontes?]

## Tipos de cardinal

### Cardinal sucessor
Um cardinal {\displaystyle \alpha ^{\,}} que é o sucessor de um outro cardinal {\displaystyle \beta ^{\,},} ou seja {\displaystyle \alpha =\beta ^{+\!}} é dito cardinal sucessor. Nesse caso, {\displaystyle \beta ^{\,}} é dito o antecessor de {\displaystyle \alpha ^{\,}.} Por exemplo, o número 3 é um cardinal sucessor, pois 3 é o sucessor de 2 (e 2 o antecessor de 3). Por outro lado, o cardinal 0 não é sucessor, pois não tem antecessor.

### Cardinal limite
Um cardinal infinito que não é sucessor é denominado cardinal limite e em {\displaystyle \aleph _{\alpha }} temos que {\displaystyle \alpha ={\mbox{0}}} ou {\displaystyle \alpha } é um ordinal limite. Como consequência disso, se {\displaystyle \kappa ^{\,}} é um cardinal limite, então:
Se {\displaystyle \lambda <\kappa ^{\,},} então {\displaystyle \lambda ^{+}<\kappa ^{\,}}

### Cardinal limite forte
De maneira análoga à propriedade dos cardinais limites, pode ser definida uma propriedade mais forte. Um cardinal {\displaystyle \kappa ^{\,}}diz-se limite forte se:
Se {\displaystyle \lambda <\kappa ^{\,},} então {\displaystyle \left|{\mathcal {P}}\left(\lambda \right)\right|<\kappa ^{\,}}
Equivalentemente:
Se {\displaystyle \lambda <\kappa ^{\,},} então {\displaystyle 2^{\lambda }<\kappa ^{\,}}
E portanto:
{\displaystyle \forall \lambda <\kappa ^{\,}\left(2^{\lambda }<\kappa ^{\,}\right)}
Todo cardinal limite forte é também um cardinal limite.
Em ZF mais a Hipótese Generalizada do Contínuum as propriedades "ser uma cardinal limite" e "ser um cardinal limite forte" são equivalentes.

### Cardinal regular e singular
Um cardinal {\displaystyle \kappa ^{\,}} que é igual a sua própria cofinalidade, {\displaystyle \kappa ^{\,}={\mbox{cf}}\left(\kappa ^{\,}\right)} é denominado regular. Caso contrário, diz-se singular.

### Cardinais finitos
Note-se que as definições acima são consistentes com as operações binárias usuais para números naturais, exceto {\displaystyle 0^{0}} que não está definido para números naturais, mas, para cardinais, é igual a um.